# Battaglia del Cammello
Battaglia del Cammello (in arabo موقعة الجمل‎?, Mawqaʿa al-jamal) è il nome dato allo scontro che nel dicembre 656 contrappose presso Basra il quarto califfo dell'Islam ʿAlī b. Abī Ṭālib ai due Compagni del profeta Maometto, Ṭalḥa b. ʿUbayd Allāh e al-Zubayr b. al-ʿAwwām, entrambi sostenuti dalla sua vedova ʿĀʾisha bt. Abī Bakr. Tutti, a diverso titolo, contestavano la validità dell'elezione califfale avvenuta immediatamente dopo l'assassinio a Medina di ʿOthmān b. ʿAffān.

## Storia
Il combattimento (di imprecisate dimensioni) avvenne ad al-Khurayba, presso Bassora, sotto gli occhi di ʿĀʾisha che era all'interno d'un baldacchino (in arabo هودج‎?, hawdaj) chiuso e corazzato, posto sul dorso d'un dromedario che stazionava poco distante dal luogo della battaglia, secondo un'antica usanza pre-islamica.
ʿAlī capì subito quanto forte fosse il significato simbolico di quella presenza tra i suoi avversari e dispose che all'animale fossero tagliati i garretti, sì da far crollare in terra l'impalcatura e ʿĀʾisha stessa, che rimase solo contusa, perché superficiale fu la ferita al suo polso, dovuta a una freccia che aveva penetrato due placche metalliche della corazzatura.
Nello scontro Talha e al-Zubayr morirono: il primo ucciso mentre cercava scampo nella fuga e al-Zubayr trafitto da un dardo scagliatogli al ginocchio da Marwan ibn al-Hakam, già braccio destro di ʿOthmān b. ʿAffān e più tardi califfo omayyade della branca che dal suo nome sarà chiamata "marwanide". La freccia, che probabilmente lese l'arteria femorale, provocò il dissanguamento e la morte di Talha.
ʿĀʾisha fu invece scortata a Medina e, da quel momento in poi, costretta a una vita puramente domestica, in grado tuttavia di contribuire notevolmente alla storia del primo Islam grazie alle tradizioni (ḥadīth) da lei raccolte e riguardanti la vita del Profeta.

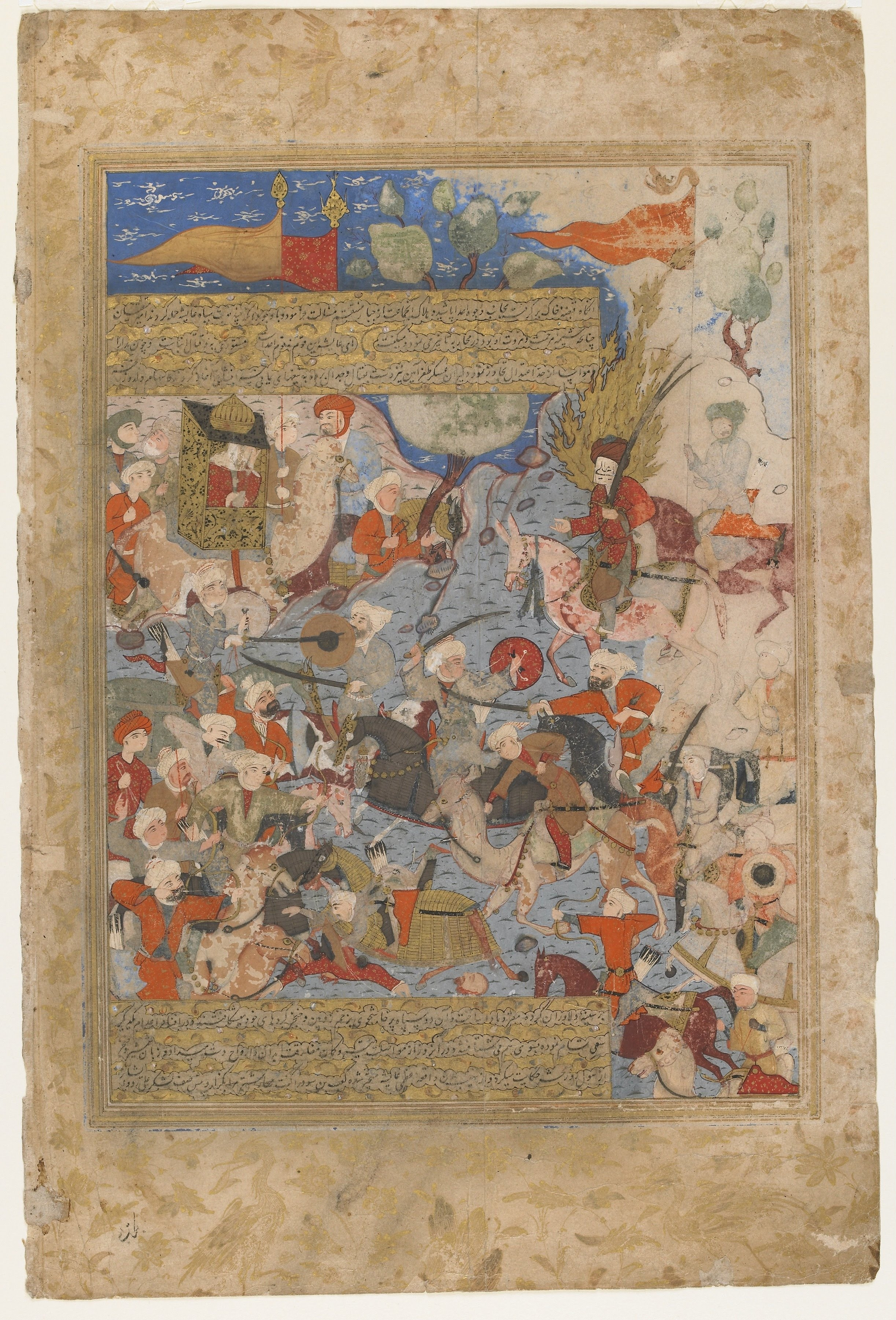
Battaglia del Cammello, nel manoscritto di età safavide del Rawḍat al-ṣafāʾ di Mirkh^{w}and (m. 1498).